# ATP Challenger San José
Das ATP Challenger Sãn José (offizieller Name: Seguros Bolívar Open San José) war ein Tennisturnier, das einmal 2011 in San José ausgetragen wurde. Zuvor fand 2000 und 2001 bereits ein Turnier an selber Stelle statt. Es war Teil der ATP Challenger Tour und wurde im Freien auf Hartplatz gespielt.

## Liste der Sieger

### Einzel
| Jahr                         | Sieger            | Finalgegner      | Ergebnis       |
| ---------------------------- | ----------------- | ---------------- | -------------- |
| 2011                         | Giovanni Lapentti | Igor Kunizyn     | 7:5, 6:3       |
| 2002–2010: nicht ausgetragen |                   |                  |                |
| 2001                         | Michael Kohlmann  | John van Lottum  | 6:3, 6:4       |
| 2000                         | Antony Dupuis     | Alexandre Simoni | 7:65, 4:6, 6:3 |

### Doppel
| Jahr                         | Sieger                            | Finalgegner                         | Ergebnis  |
| ---------------------------- | --------------------------------- | ----------------------------------- | --------- |
| 2011                         | Juan Sebastián Cabal Robert Farah | Luis Díaz Barriga Santiago González | 6:3, 6:3  |
| 2002–2010: nicht ausgetragen |                                   |                                     |           |
| 2001                         | Jonathan Erlich Andy Ram          | Daniel Melo Dušan Vemić             | 6:3, 6:3  |
| 2000                         | Guillermo Cañas Adrián García     | Devin Bowen Brandon Coupe           | 7:65, 6:1 |